# Ungarsk Wikipedia
Ungarsk Wikipedia (ungarsk: Magyar Wikipédia,  dansk: den ungarsksprogede Wikipedia) er den ungarsksprogede  version af det verdensomspændende encyklopædi-projekt Wikipedia. Den ungarsksprogede wikipedia blev lanceret 8. juli 2003. I maj 2015 havde Ungarsk Wikipedia 300.000 artikler. I november 2016 er den ungarsksprogede wikipedia den 23. største udgave af Wikipedia.
Pr. onsdag den 26. marts 2025 har den ungarsksprogede Wikipedia 555.710 artikler, 1.544 aktive bidragydere og 26 administratorer.

## Milepæle
- 7. februar 2007 - 50.000 artikler
- 17. juli 2008 - 100.000 artikler[3]
- 25. december 2009 - 150.000 artikler, og havde nu samme størrelse som den første komplette ungarske encyklopædi.[4]
- september 2011 - 200.000 artikler[5]
- 7 maj 2015 - 300.000 artikler[6]

## Mest omstridte artikler
Ifølge en undersøgelse foretaget af Oxford University fra 2013, var den mest omstridte artikel på Ungarsk Wikipedia "Sigøjnerkriminalitet", ungarsk: Cigánybűnözés.